# Wery (Rybno)
Wery (deutsch Werry) ist ein kleiner Ort in der polnischen Woiwodschaft Ermland-Masuren und gehört zur Gmina Rybno (Landgemeinde Rybno, 1942 bis 1945 Rübenau, Kr. Neumark (Westpr.)) im Powiat Działdowski (Kreis Soldau).

## Geographische Lage
Wery liegt im nordwestlichen Bereich des Welski Park Krajobrazowy („Landschaftspark Welle“) im Südwesten der Woiwodschaft Ermland-Masuren, 19 Kilometer südöstlich der Kreishauptstadt Neumark (Westpreußen) (polnisch Nowe Miasto Lubawskie) des einstigen Kreises Löbau (Westpreußen) bzw. 22 Kilometer nordwestlich der jetzigen Kreisstadt Działdowo (deutsch Soldau i. Ostpr.).

## Geschichte
Das kleine Dorf Werry wurde 1874 in den neu errichteten Amtsbezirk Kosten (polnisch Kostkowo) im Kreis Löbau (Westpreußen) aufgenommen. Im Jahre 1910 zählte Werry 88 Einwohner.
Werry lag in dem Gebiet, das entsprechend dem Versailler Vertrag von 1919 an Polen abgetreten werden musste. Die Überstellung erfolgte am 10. Januar 1920. Die Dörfer des Amtsbezirks Kosten (und auch des Amtsbezirks Rybno) erhielten polnische Namensformen (aus „Werry“ wurde „Wery“) und kamen in die neu gebildete polnische Landgemeinde Rybno, die dann am 26. Oktober 1939 zum Deutschen Reich trat. Aus „Wery“ wurde wieder „Werry“, die Landgemeinde Rybno wurde in den „Amtsbezirk Rybno“ (1942 bis 1945 Rübenau, Kr. Neumark (Westpr.)) umgewandelt und dem neuen Kreis Neumark (Westpreußen) zugeordnet.
Diese Veränderung zeigte nicht lange Wirkung. Denn 1945 wurde die Region Löbau/Neumark nun sogar mit dem gesamten südlichen Ostpreußen an Polen übertragen. Aus „Werry“ wurde wieder „Wery“, und der kleine Ort ist heute in die Gmina Rybno (Landgemeinde Rybno, 1942 bis 1945 Rübenau, Kr. Neumark (Westpr.)) im Powiat Działdowski (Kreis Soldau) eingegliedert, bis 1998 der Woiwodschaft Ciechanów, seither der Woiwodschaft Ermland-Masuren zugehörig. Im Jahre 2011 zählte Wery 35 Einwohner.

## Kirche
Vor 1945 war Werry in die evangelische Kirche Löbau (Westpreußen) in der Kirchenprovinz Westpreußen der Kirche der Altpreußischen Union bzw. nach 1920 in der Diözese Działdowo (Soldau) der Unierten Evangelischen Kirche in Polen, außerdem in die römisch-katholische Kirche Rybno eingepfarrt.
Heute gehört Wery weiterhin zur römisch-katholischen Pfarrei Rybno, die nun dem Dekanat Rybno in der Region Brodnica (Strasburg) im Bistum Toruń zugeordnet ist. Die evangelischen Einwohner orientieren sich zur Jesuskirche Lidzbark (Lautenburg) innerhalb der Pfarrei der Erlöserkirche Działdowo in der Diözese Masuren der Evangelisch-Augsburgischen Kirche in Polen.

## Verkehr
Wery liegt an einer untergeordneten Nebenstraße, die von Kostkowo (Kosten) nach Grądy (Grondy, 1942 bis 1945 Grondisch) verläuft. Ein Bahnanschluss besteht nicht.